# Гэньхэ (река)
Гэньхэ (Ган) (кит. 根河) — река в Китае, в автономном района Внутренняя Монголия, правый приток Аргуни. Название, скорее всего, является калькой с монгольского «Гэгэнгол» («Чистая река»).
Исток реки находится в городском уезде Гэньхэ на хребте Большой Хинган. Оттуда река течёт на юго-запад через городской уезд Аргунь-Юци, формируя водно-болотные угодья, после чего впадает в Аргунь. Одна из трёх рек, формирующих историческую область Русское Трёхречье (Саньхэ цюй).